# Il prode Anselmo e il suo scudiero

Il prode Anselmo e il suo scudiero (traduction littérale : Le preux Anselme et son écuyer) est un film  comédie italien réalisé par Bruno Corbucci sorti en 1972 mettant en vedette Alighiero Noschese et Enrico Montesano,.

## Synopsis
Après avoir battu en duel le Germain Otton pour la main de Leonzia, nièce de l'évêque, le « preux chevalier » Anselmo da Montebello part pour Rome où il doit remettre une relique au Pape et obtenir une somme de vingt mille couronnes pour participer à la troisième croisade en Terre Sainte. Il est accompagné de Gian Puccio, écuyer paresseux, attiré par l'argent et le charme de Leonzia.

## Fiche technique
- Titre : Il prode Anselmo e il suo scudiero
- Réalisateur : Bruno Corbucci
- Sujet : Franco Castellano et Giuseppe Moccia (Castellano et Pipolo)
- Scénario : Mario Amendola, Franco Castellano, Bruno Corbucci, Giuseppe Moccia
- Production : Dino de Laurentiis Cinematografica
- Distribution : Titanus Distribuzione, Domovideo, BMG Video, Ricordi Video
- Photographie : Aldo Tonti
- Montage : Tatiana Casini Morigi
- Décors : Enrico Fiorentini
- Musique : Guido et Maurizio De Angelis
- Format : Cinescope Technicolor
- Durée : 98 min
- Pays de production :  Italie
- Date de sortie : 1972

## Distribution
- Alighiero Noschese : Anselmo da Montebello
- Enrico Montesano : Gianpuccio Senzaterra
- Erminio Macario : Frà Prosdocimo Zatterin de San Donà di Piave
- Mario Carotenuto : évêque de Montebello
- Lino Banfi : Fra Prosdocimo
- Renzo Montagnani : Ottone Buldoffen
- Tamara Baroni : Gerbina
- Maria Baxa : Fiammetta
- Femi Benussi : Laura
- Sandro Dori : le paysan
- Marie Sophie : Leonzia
- Ignazio Leone : évêque